# Diecezja Ávili
Diecezja Ávili (łac. Dioecesis Abulensis) – diecezja Kościoła rzymskokatolickiego w Hiszpanii. Należy do metropolii Valladolid.

## Historia
Diecezja została erygowana w V wieku, zniesiono ją w 711. W XI wieku przywrócono ją i niedługo potem przydzielono ją do metropolii Santiago de Compostela. W 1857 została sufraganią metropolii Valladolid. W 1958 uzyskała obecny kształt terytorialny.

## Główne świątynie
- Katedra: Katedra Chrystusa Zbawiciela w Ávili
- Bazylika mniejsza: Bazylika św. Teresy od Jezusa w Ávili

## Biskupi
- biskup diecezjalny: Jesús Rico García
- biskup senior: Jesús García Burillo